# IRB Pacific Nations Cup 2011
L'IRB Pacific Nations Cup 2011 è stata la sesta edizione dell'IRB Pacific Nations Cup, torneo di rugby che ha visto la partecipazione delle selezioni del Pacifico. L'edizione è stata disputata quasi interamente nelle Figi tra il 2 e il 13 giugno, dopo che il terremoto e maremoto verificatisi nella nazione giapponese pochi mesi prima avevano costretto i nipponici ad abbandonare l'organizzazione della manifestazione seppur mantenendo Tokyo come sede della prima partita del torneo del Giappone.
Le squadre hanno dato vita a un girone all'italiana incontrandosi tra loro una volta e il torneo è stato vinto dal Giappone, forte di due vittorie negli incontri con Tonga e Figi contro le quali ha conquistato anche 2 punti bonus per avere segnato 4 mete.

## Risultati
| Arbitro: | Marius Jonker |

|                                                                                            |           |                                                     |
| mete: Vahafolau, Taufa, Iongi, Taumalolo, meta tecnica trasf.: Morath (4) c.p.: Morath (4) | Marcatori | mete: Kalou, Ravulo trasf.: Little c.p.: Little (3) |

| Arbitro: | Keith Brown |

|                                               |           |                                                                          |
| mete: Holani, Usuzuki trasf.: Webb c.p.: Webb | Marcatori | mete: Tuilagi (2), Salavea, Pisi trasf.: So'oialo (4) c.p.: So'oialo (2) |

| Arbitro: | Peter Fitzgibbon |

|                                                                      |           |                                                   |
| mete: Ma'afu, Morath, Tonga'uiha trasf.: Morath (3) c.p.: Morath (2) | Marcatori | mete: Holani, Endo (2), Taira trasf.: Arlidge (4) |

| Arbitro: | Marius Jonker |

|                                                                 |           |                                                                                              |
| mete: Tagicakibau, Iosua trasf.: So'oialo c.p.: Lavea, So'oialo | Marcatori | mete: Goneva, Ma'afu, Fatiaki, Rawaqa, Kalou trasf.: Little (2), Luveniyali (2) c.p.: Little |

| Arbitro: | Keith Brown |

|                                                           |           |                                                |
| mete: Taumalolo, Helu trasf.: Morath (2) c.p.: Morath (5) | Marcatori | mete: Lemi trasf.: So'oialo c.p.: So'oialo (4) |

| Arbitro: | Peter Fitzgibbon |

|                                                        |           |                            |
| mete: Aruga, Nicholas, Horie, Imamura trasf.: Webb (2) | Marcatori | mete: Nalaga (2) c.p.: Bai |

## Classifica
|  | Squadra  | G | V | N | P | P+  | P- | diff. | B | PT |
|  | -------- | - | - | - | - | --- | -- | ----- | - | -- |
|  | Giappone | 3 | 2 | 0 | 1 | 67  | 74 | -7    | 2 | 10 |
|  | Tonga    | 3 | 2 | 0 | 1 | 101 | 68 | +33   | 2 | 10 |
|  | Figi     | 3 | 1 | 0 | 2 | 70  | 87 | –17   | 1 | 5  |
|  | Samoa    | 3 | 1 | 0 | 2 | 71  | 80 | –9    | 1 | 5  |